# Feuerstelle
Eine Feuerstelle ist der Ort eines Wohngebäudes oder Zeltes, in dem sich ein Feuer zum Kochen und Braten von Speisen oder zur Heizung befindet. Im weiteren Sinne bezeichnet der Begriff auch die gesamte Wohnstätte.

## Geschichte
siehe auch: Küche#Geschichtliche Entwicklung

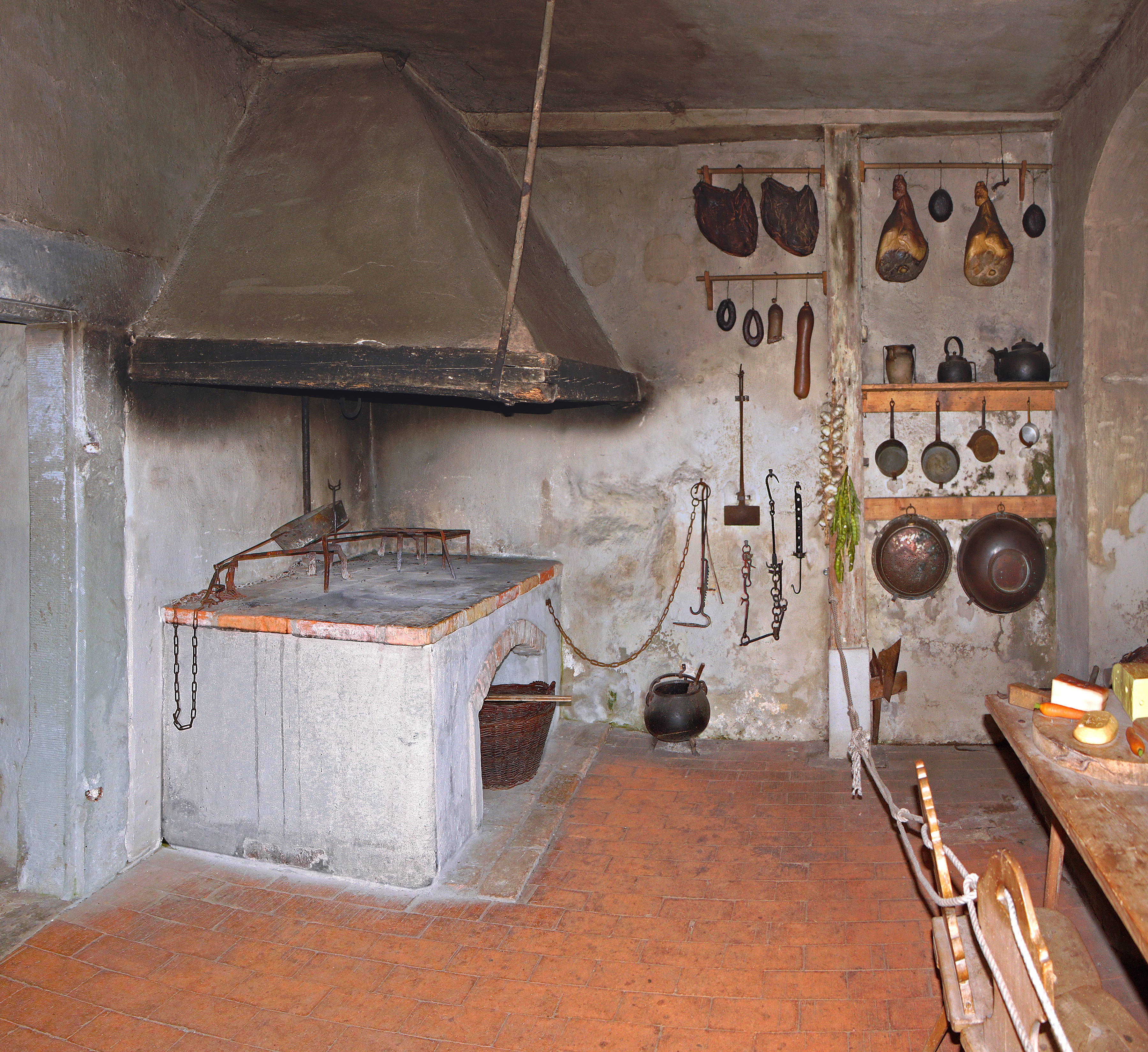
Gesindeküche auf der Meersburg.

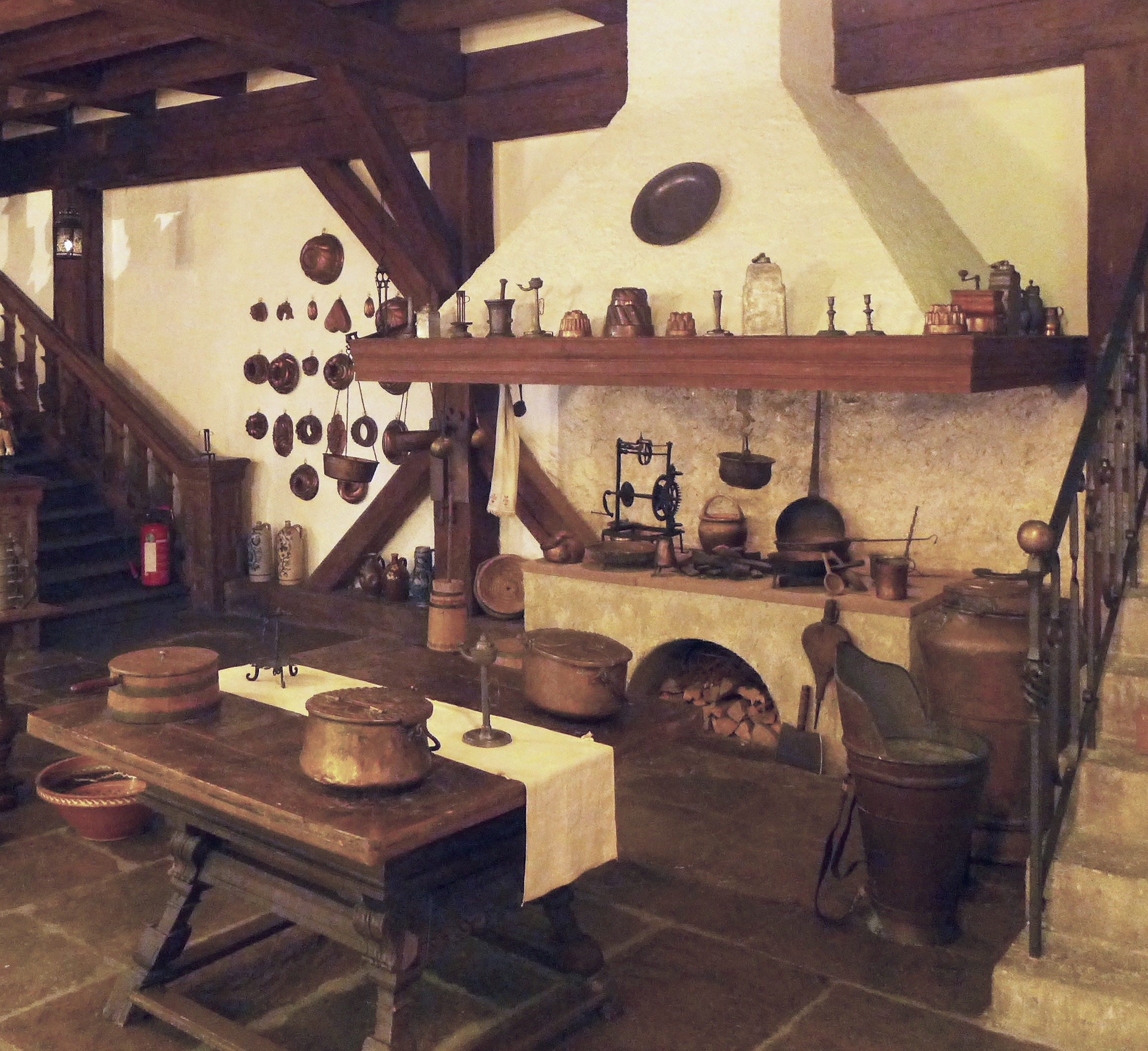
Offene Herdstelle, Rekonstruktion des Mainfränkischen Museums Würzburg

Ursprünglich befanden sich offene Feuerstellen im Freien oder in Gebäuden oder Zelten, als flache Gruben, zwischen Steinen oder auf einer Lehm- oder Steinplatte. In der Ausgrabungsstätte um die Klissoura-Höhle 1 in der Ebene von Argos im nordwestlichen Peloponnes haben Archäologen 23.000 bis 34.000 Jahre alte Tonherde der Aurignac-Kultur gefunden. Die Entdeckung hilft, den Übergang von den ältesten bekannten Herden aus Stein zu den Tonkonstruktionen, wie jenen von Dolní Věstonice in Tschechien, zu erklären. Viel später kamen aufgemauerte Sockel hinzu, die im Mittelalter etwa Tischhöhe erreichten. Gebraten wurde auf Rosten oder an Spießen, gekocht mit Kesseln, die an Kesselhaken über dem offenen Feuer hingen oder auf Dreibeinen standen. Mit Einführung des Rauchfangs rückte die Herdstelle an die Wand. Das tägliche Löschen des Herd- und Ofenfeuers wurde im 18. Jahrhundert in vielen deutschen Kurfürsten- und Fürstentümern zur bestimmten Abendstunde vorgeschrieben. Eine wesentliche Weiterentwicklung des ausgehenden Mittelalters stellte der gemauerte Potager dar, aus dem sich der moderne Kochherd entwickelte.

## Soziale und religiöse Bedeutung
In den Gemeinschaftshäusern früherer Zeiten (vergleiche Langhäuser) war die Herdstelle das Zentrum des sozialen Zusammenlebens und in vielen Fällen das religiöse Zentrum des Hauses. In vorgeschichtlicher Zeit wurden die Toten häufig in der Nähe der Herdstelle begraben. Die Bedeutung des Herdfeuers zeigt sich an den Göttinnen, die für das Herdfeuer zuständig sind; die meisten vorchristlichen Kulturen kannten solche Göttinnen, teilweise werden sie heute noch verehrt. Im europäischen Kulturraum sind als Göttin von Heim, Herd und heiligem Feuer die griechische Hestia und die römische Vesta bekannt. In Raum des antiken Griechenlands haben bis heute Zeremonien überlebt, die sich um das heilige Herdfeuer ranken: So wird beispielsweise in Ionien ein Weihnachtsbrauch gefeiert, bei dem feierlich Wein und Öl ins Herdfeuer gegossen werden. Auch in den romanischen Sprachen hat das Herdfeuer als Zentrum des familiären Lebens überlebt: So steht das französische Wort foyer sowohl für Feuerstelle, Heim oder Zuhause, aber auch für den Ursprung von etwas. In der Mongolei gilt traditionell der jüngste Sohn als Erbe und Bewahrer des „heiligen Herdfeuers“ seiner Familie (vergleiche Ultimogenitur: Erbfolge des Jüngsten).
Im Rahmen der UN-Millenniums-Entwicklungsziele wurde im Jahr 2010 ein Gutachten zur Energiearmut vorgelegt, nach dem weltweit 2,7 Milliarden Menschen ihr Essen über Holz- oder Dungfeuern kochten, wodurch sie hohen Gesundheitsrisiken ausgesetzt waren; 1,4 Milliarden Menschen hatten keinen Zugang zu Elektrizität und waren auf das Sammeln von Brennmaterial angewiesen, hauptsächlich durch Frauen und Kinder, die auch beim Kochen der giftigen Rauchentwicklung ausgesetzt waren.